# Bartragh Island
Bartragh Island är en ö i republiken Irland.   Den ligger i grevskapet Maigh Eo och provinsen Connacht, i den nordvästra delen av landet. Arean är 2,0 kvadratkilometer.
Terrängen på Bartragh Island är mycket platt. Öns högsta punkt är 17 meter över havet. Den sträcker sig 2,7 kilometer i nord-sydlig riktning, och 3,7 kilometer i öst-västlig riktning. På Bartragh Island förekommer i huvudsak gräsmarker och buskskogar.